# Cerocala vermiculosa
Cerocala vermiculosa är en fjärilsart som beskrevs av Herrich-Schäffer 1850. Cerocala vermiculosa ingår i släktet Cerocala och familjen nattflyn. Inga underarter finns listade i Catalogue of Life.